# 11è Regiment de Fusellers Motoritzats de la Guàrdia «Vostok»
L'11è Regiment de Fusilers Motoritzats de la Guàrdia «Vostok» en (rus: 11-й отдельный гвардейский мотострелковый полк «Восток»; en ucraïnès: 11-й окремий мотострілецький полк «Восток»), també conegut com a Regiment Vostok, és una unitat militar de les Forces armades de la República Popular de Donetsk. Utilitza com a himne el Comiat de Slavianka.

## Història
Aquesta formació de l'exèrcit és considerada il·legal, segons el Dret ucraïnès i el govern central de Kíiv. El regiment està format per voluntaris, que segons la premsa ucraïnesa, tenen entre ells nombrosos veterans de l'Exèrcit soviètic, del Berkut ucraïnès, i del Grup Alfa del Servei de Seguretat d'Ucraïna. Aquestes unitats han estat reclutades per defensar la població local contra les forces militars del govern de Kíiv i, per tant, lluiten contra les Forces Armades d'Ucraïna i la Guàrdia Nacional d'Ucraïna (formada principalment per voluntaris propers a l'Euromaidan). Encara que inclouen soldats txetxens, aquest regiment no ha de ser confós amb la unitat que porta el mateix nom, i que va combatre a la Guerra a Ossètia del Sud de 2008. En abordar els creixents informes que homes armats txetxens es van unir als separatistes que lluiten contra les forces ucraïneses a l'est del país, el president de Txetxènia, recolzat per Moscou, Ramzan Kadírov, va dir que els informes no eren certs.
El regiment el dirigeix el comandant Alexandre Khodakovski, nascut a la regió de Donetsk i que, fins al març de 2014, va ser el responsable d'una unitat del Grup Alfa destacada a Donetsk, abans que abandonés les forces de seguretat ucraïneses. Al seu torn, Khodakovski rep ordres del coronel Strelkov. El comandant va declarar l'1 de juny de 2014:
| «                       | «No volem ser enemics de la Federació Russa, però si ens aliem amb la Unió Europea i l'OTAN, estarem enfrontats amb ella.» | » |
| — Alexandre Khodakovski | |   |

Segons les declaracions de Khodakovski a l'agència de notícies Reuters, el regiment va ser format el maig de 2014, després dels esdeveniments sagnants d'Odessa i de Mariúpol.
El 16 de maig de 2014, una trentena d'homes del regiment es van apoderar d'una caserna de la Guàrdia Nacional d'Ucraïna a Donetsk. El 21 de maig de 2014, l'alcalde autoproclamat de Sloviansk, Viatcheslav Ponomariov, va declarar que les seves tropes coordinaven les operacions de defensa amb el regiment Vostok. El 23 de maig de 2014, el regiment es va enfrontar en un combat amb el batalló Donbass (format per voluntaris d'Ucraïna Occidental, alguns dels quals eren militants del grup Pravi Sèktor), i estaven situats al voltant del poble de Karlovka. El 26 de maig de 2014, en el curs dels combats a l'Aeroport Internacional de Donetsk, dos camions de transport van ser eliminats provocant 35 morts a les files del regiment i, posteriorment, es va retirar al supermercat Metro, on van tenir lloc alguns enfrontaments. Des d'aleshores, el regiment ha servit de força d'autodefensa dels edificis administratius de Donetsk. La premsa estrangera ha observat el nivell del seu equipament i el seu entrenament.